# NIO ES7
La NIO ES7 è un'autovettura elettrica prodotta dalla casa automobilistica cinese NIO a partire dal 2022.

## Descrizione
A febbraio 2022 la NIO ha annunciato che avrebbe presentato nel successivo mese di aprile un nuovo SUV chiamato ES7.
Tuttavia, a causa dell'aumento dei casi di COVID-19 che ha portato le autorità cinesi al lockdown di Shanghai (dove si trova la sede centrale della NIO) seguendo la politica dello "Zero-COVID", il debutto è stato posticipato a fine maggio. Dopo un ulteriore rinvio, la NIO ha annunciato il debutto dell'autovettura a giugno, ma questa volta solo attraverso un evento online in live streaming.
Presentata ufficialmente il 15 giugno 2022, come gli altri modelli NIO, anche l'ES7 è costruito sulla piattaforma completamente elettrica denominata NT2.0.
Al lancio è disponibile un'unica versione, dotata di due motori elettrici, uno all'avantreno posto sotto il cofano anteriore e un altro al retrotreno posto sotto il vano bagagli che insieme erogano 645 CV e una coppia massima di 86,6 kgm; ciò permette alla vettura di accelerare da 0 a 100 km/h in 3,9 secondi in modalità sport e in 5,9 secondi in modalità normale. La velocità massima è limitata elettronicamente a 200 km/h. Ad alimentare i motori elettrici ci sono tre diverse taglie di batterie agli ioni di litio: la base con una capacità di 75 kWh che le consente un'autonomia di circa 485 km, la media ha una capacità di 100 kWh che consente un'autonomia di circa 630 km, mentre la più grande ha una capacità di 150 kWh che le consente un'autonomia di circa 930 km.